# Emilio Nsue
Emilio Nsue López (ur. 30 września 1989 w Palmie) – gwinejski piłkarz hiszpańskiego pochodzenia, występujący na pozycji prawego obrońcy. Obecnie zawodnik występuje w hiszpańskim klubie CF Intercity. Reprezentant Gwinei Równikowej.

## Kontrowersje
FIFA orzekła, że Emilio Nsue przez całą swoją 11-letnią karierę międzynarodową nigdy nie był uprawniony do reprezentowania Gwinei Równikowej. Powodem były występy w młodzieżowej reprezentacji Hiszpanii.
FIFA opublikowała wyrok w 15-stronicowym orzeczeniu, w którym Gwinea Równikowa pozbawiona jest zwycięstw w kwalifikacjach do mistrzostw świata 2026 przeciwko Namibii i Liberii. Gwinejczycy wygrali oba mecze po 1:0 po golach Nsue.
Nsue został zawieszony przez światową federację piłkarską na sześć miesięcy, natomiast Federacja Piłkarska Gwinei Równikowej została ukarana grzywną w wysokości 150 tys. franków szwajcarskich (około 660 tys. złotych).

## Kariera

### Klubowa

#### RCD Mallorca
Wychowanek tego klubu. Zadebiutował w pierwszej drużynie 3 lutego 2008 z Villarreal wchodząc w doliczonym czasie gry. Tydzień później zagrał z Almerią.

#### CD Castellón
Wypożyczony do CD Castellón, grywał regularnie w Segunda División. Wystąpił w 38 meczach, zdobył 6 bramek.

#### Real Sociedad
17 lipca 2009 został wypożyczony do Realu Sociedad. Zadebiutował w nim w meczu z UD Las Palmas.

#### Middlesbrough
1 sierpnia 2014 r. Nsue dołączył do klubu Middlesbrough. 28 listopada 2015 roku strzelił swojego pierwszego gola w angielskiej piłce nożnej  z Huddersfield Town .

#### Birmingham City
Nsue podpisał trzyipółletni kontrakt z Birmingham City   18 stycznia 2017 r

#### APOEL
Nsue podpisał dwuipółletni kontrakt z  APOEL w styczniu 2018.W ciągu pierwszych 13 miesięcy spędzonych w klubie rozegrał 26 ligowych występów,  zanim spór z menadżerem Paolo Tramezzanim doprowadził do rozwiązania jego kontraktu z powodów dyscyplinarnych.                                                                                                            Po spędzeniu sezonu 2019–20 w innym klubie First Division, Apollon Limassol , Nsue wrócił do APOEL we wrześniu 2020 r. na rocznym kontrakcie. 

#### FK Tuzla City
Będąc wolnym agentem od czasu opuszczenia APOEL-u pod koniec sezonu 2020–21, podpisał kontrakt z bośniackim klubem FK Tuzla City 9 lutego 2022 r.                         Zaledwie dwa miesiące po dołączeniu do klubu Nsue opuścił FK Tuzla City w kwietniu 2022 roku.

#### Intercity
17 czerwca 2022 r. Nsue został zawodnikiem Intercity na sezon 2022–23, podpisując dwuletni kontrakt.

### Reprezentacyjna
Nsue reprezentował Hiszpanię na wszystkich poziomach wiekowych w trakcie kariery juniorskiej. Z Hiszpanią pojechał na MŚ U-20 w Egipcie i dotarł z nią do 1/8 finału.
W marcu 2013 podpisał kontrakt z federacją Gwinei Równikowej i zaczął występować w seniorskiej kadrze tego kraju. 
Nsue był kapitanem drużyny narodowej podczas odbywającego się w Gwinei Równikowej Pucharu Narodów Afryki w 2015. Zajął wówczas z drużyną 4. miejsce.
Nsue został ponownie kapitanem drużyny Gwinei Równikowej na Pucharze Narodów 2023, który odbył się z opóźnieniem początkiem 2024. 18 stycznia 2024 r., jako pierwszy zawodnik od 2008 roku ustrzelił hat-tricka, zdobywając trzy gole w meczu przeciwko Gwinei Bissau.

## Statystyki
| Klub                 | Sezon              | Liga                      | Liga  | Liga   | Puchar kraju | Puchar kraju | Puchar ligi | Puchar ligi | Kontynentalne | Kontynentalne | Łącznie | Łącznie |
| Klub                 | Sezon              | Poziom                    | Mecze | Bramki | Mecze        | Bramki       | Mecze       | Bramki      | Mecze         | Bramki        | Mecze   | Bramki  |
| -------------------- | ------------------ | ------------------------- | ----- | ------ | ------------ | ------------ | ----------- | ----------- | ------------- | ------------- | ------- | ------- |
| RCD Mallorca         | 2007/2008          | Primera División          | 2     | 0      | 0            | 0            | —           | —           | —             | —             | 2       | 0       |
| RCD Mallorca         | 2010/2011          | Primera División          | 38    | 4      | 4            | 2            | —           | —           | —             | —             | 42      | 6       |
| RCD Mallorca         | 2011/2012          | Primera División          | 30    | 3      | 4            | 1            | —           | —           | —             | —             | 34      | 4       |
| RCD Mallorca         | 2012/2013          | Primera División          | 32    | 2      | 2            | 0            | —           | —           | —             | —             | 34      | 2       |
| RCD Mallorca         | 2013/2014          | Segunda División          | 40    | 4      | 1            | 0            | —           | —           | —             | —             | 41      | 4       |
| RCD Mallorca         | Łącznie            | Łącznie                   | 142   | 13     | 11           | 3            | —           | —           | —             | —             | 153     | 16      |
| CD Castellón (wyp.)  | 2008/2009          | Segunda División          | 38    | 7      | 3            | 1            | —           | —           | —             | —             | 41      | 8       |
| Real Sociedad (wyp.) | 2009/2010          | Segunda División          | 33    | 5      | 1            | 0            | —           | —           | —             | —             | 34      | 5       |
| Middlesbrough        | 2014/2015          | Championship              | 26    | 0      | 0            | 0            | 2           | 0           | —             | —             | 29      | 0       |
| Middlesbrough        | 2015/2016          | Championship              | 40    | 3      | 1            | 0            | 5           | 0           | —             | —             | 46      | 3       |
| Middlesbrough        | 2016/2017          | Premier League            | 4     | 0      | 0            | 0            | 1           | 0           | —             | —             | 5       | 0       |
| Middlesbrough        | Łącznie            | Łącznie                   | 70    | 3      | 1            | 0            | 8           | 0           | —             | —             | 80      | 3       |
| Birmingham City      | 2016/2017          | Championship              | 18    | 1      | —            | —            | —           | —           | —             | —             | 18      | 1       |
| Birmingham City      | 2017/2018          | Championship              | 17    | 0      | 0            | 0            | 2           | 0           | —             | —             | 19      | 0       |
| Birmingham City      | Łącznie            | Łącznie                   | 36    | 1      | 0            | 0            | 2           | 0           | —             | —             | 38      | 1       |
| APOEL                | 2017/2018          | Protathlima A’ Kategorias | 17    | 7      | 1            | 0            | —           | —           | —             | —             | 18      | 7       |
| APOEL                | 2018/2019          | Protathlima A’ Kategorias | 9     | 3      | 0            | 0            | —           | —           | 4             | 0             | 13      | 3       |
| APOEL                | Łącznie            | Łącznie                   | 26    | 10     | 1            | 0            | —           | —           | 4             | 0             | 31      | 10      |
| Apollon Limassol     | 2019/2020          | Protathlima A’ Kategorias | 14    | 1      | 4            | 0            | —           | —           | 2             | 0             | 20      | 1       |
| APOEL                | 2020/2021          | Protathlima A’ Kategorias | 27    | 3      | 5            | 0            | —           | —           | 3             | 0             | 20      | 2       |
| Łącznie w karierze   | Łącznie w karierze | Łącznie w karierze        | 368   | 43     | 26           | 4            | 10          | 0           | 9             | 0             | 413     | 47      |